# Milam (Texas)
Pour les articles homonymes, voir Milam.
Milam est une census-designated place située dans le comté de Sabine, dans l’État du Texas, aux États-Unis. Sa population s’élevait à 1 355 habitants lors du recensement de 2020.